# Том Тугендхат
Томас Георг Джон Тугендхат (27 червня 1973 , Вестмінстер, Великий Лондон ) — британський політик. Член Консервативної партії, обіймає посаду голови Комітету з закордонних справ з 2017 року. Перш ніж зайнятися політикою, він працював журналістом і консультантом зі зв'язків із громадськістю на Близькому Сході. Він також мав неповну зайнятість як офіцер резерву британської армії. Брав участь у війні в Іраку та війні в Афганістані.
7 липня 2022 року Тугендхат заявив про намір балотуватися на посаду голови Консервативної партії на майбутніх виборах після відставки прем'єр-міністра Бориса Джонсона.

## Біографія
Тугендхат народився у Вестмінстері, Лондон, у сім'ї сера Майкла Тугендхата, судді Високого суду, та його дружини-француженки Бландін де Луан. Він племінник лорда Тугендхата, бізнесмена, колишнього віцепрезидента Європейської комісії та члена Консервативної партії. Він здобув освіту в школі Святого Павла в Лондоні, незалежній школі для хлопчиків. Вивчав богослов'я в Брістольському університеті, потім отримав ступінь магістра ісламознавства в коледжі Гонвілл-енд-Кіз в Кембриджі та вивчав арабську мову в Ємені.

## Політична кар'єра
Тугендхат був обраний членом парламенту від округу Тонбріджа та Маллінга, безпечного місця для консерваторів у графстві Кент, на парламентських виборах 2015 року.
Тугендхат голосував проти Брекзиту, підтримавши збереження членства Британії в Європейському союзі на референдумі 2016 року. Він голосував за угоду про вихід, яку уклав уряд Терези Мей, у кожному з трьох випадків, коли вона ставила його на голосування.
12 липня 2017 року Тугендхат був обраний головою Комітету з закордонних справ, ставши наймолодшою людиною, яка коли-небудь обіймала цю посаду. Незабаром після отруєння Сергія та Юлії Скрипалів нервово-паралітичною речовиною в Солсбері Тугендхат заявив, що цей напад був «якщо не актом війни, то, безумовно, військовим актом Російської Федерації».
Є рішучим прихильником Ізраїлю.

### Вибори лідера Консервативної партії
У січні 2022 року Тугендхат заявив, що розгляне можливість балотуватися на посаду прем'єр-міністра, якщо Борис Джонсон піде у відставку. Наступного місяця він запропонував вислати всіх російських громадян з Великої Британії у відповідь на вторгнення Росії в Україну, згодом уточнивши, що він мав на увазі всіх російських громадян, пов'язаних із режимом Путіна.
7 липня 2022 року у статті в The Daily Telegraph Тугендхат оголосив, що буде балотуватися на посаду голови Консервативної партії, щоб змінити на посаді прем'єр-міністра Бориса Джонсона, що йде.

## Особисте життя
Тугендхат має подвійне британське та французьке громадянство. Його дружина Анісія — французька суддя та високопоставлена державна службовиця. Тесть — П'єр Морель, французький дипломат, колишній посол Франції у Росії та Китаї, з 2015 року — координатор політичної підгрупи від ОБСЄ у контактної групи щодо врегулювання ситуації в Україні, автор «плану Мореля» щодо проведення виборів на окупованих територіях. Тугендхат — католик. Його дід по батьківській лінії — єврейський емігрант із Відня, який прийняв католицтво.

## Інтернет-ресурси
- Webauftritt von Tom Tugendhat